# Pita Limjaroenrat
Pita Limjaroenrat (thai: พิธา ลิ้มเจริญรัตน์   , RTGS : Pitha Limcharoenrat) med tilnavnet Tim, født den 5. september 1980 er en thailandsk forretningsmand og politiker. Han er leder af Move Forward Party, der vandt det thailandske parlamentsvalg den 14. maj, 2023.

## Tidligt liv og uddannelse
Pita blev født den 5. september 1980, som den ældste søn af Pongsak Limjaroenrat, en tidligere rådgiver for ministeren for landbrug og kooperativer, og Linda Limjaroenrat.
Pita gik på Bangkok Christian College (da. Bangkoks Kristne Kollegium), før han blev sendt til Hamilton, New Zealand, af sin far i en alder af 11 år. Der boede han hos en middelklasse værtsfamilie, hvor han havde deltidsjobs med at levere aviser og mælk, for at tjene lidt penge. Hans interesse for politik udviklede sig, mens han så parlamentariske debatter på det begrænsede antal lokale tv-kanaler på det tidspunkt.
Efter at have afsluttet gymnasiet i New Zealand, tog han tilbage til Thailand og fuldførte en bachelorgrad i finans fra fakultetet for handel og bogføring på Thammasat University, hvorfra han dimitterede i 2002 med førsteklasses udmærkelse og fik et stipendium, til at studere på University of Texas i Austin. Senere modtog han et internationalt stipendium fra Harvard University. Han afsluttede en fælles Master of Public Policy-grad på John F. Kennedy School of Government ved Harvard University og en Master of Business Administration-grad på Sloan School of Management ved Massachusetts Institute of Technology.

## Forretningskarriere
I en alder af 25 vendte Pita tilbage til Thailand efter hans fars død, for at overtage stillingen som administrerende direktør for CEO Agrifood, en risklidolievirksomhed ejet af hans familie. To år senere tog Pita tilbage til USA, hvor han afsluttede sin kandidatgrad i 2011.
Han fungerede tillige som administrerende direktør for Grab i Thailand fra 2017 til 2018 (Grab er en teknologi-virksomhed i Singapore med en taxi-booking-app).

## Politisk karriere

### Medlem af Future Forward
Pita medte sig oprindeligt ind i det nystiftede Future Forward Party (thai: พรรคอนาคตใหม่) på opfordring fra partileder Thanathorn Juangroongruangkit og accepterede et tilbud om, at blive kandidat ved det thailandske parlamentsvalg i 2019, hvor vandt et sæde i Repræsentanternes Hus.
I juli 2019 holdt han en tale i Repræsentanternes Hus, hvor han diskuterede den såkaldte "Fem-knap-teori", der opfordrede regeringen til at fokusere på følgende landbrugspolitikker: Jordbesiddelse, landmændenes gæld, dyrkning af cannabis, agroturisme, og vandressourcer. På trods af at han tilhørte et andet parti, blev hans tale rost af indenrigsminister Anupong Paochinda.
To uger efter opløsningen af Future Forward Party blev han udnævnt til den nye leder af Move Forward Party (thai: พรรคก้าวไกล), hvor han fik følge af 54 andre parlamentsmedlemmer fra det opløste parti, og blev formelt valgt som partiets formand den 14. marts 2020.

### Vinder af parlamentsvalget 2023
Pita og Move Forward Party vandt parlamentsvalget den 14. maj 2023, hvorefter han erklærede sig parat til at blive premierminister og danne en koalitionsregering. Pita står dog også over for en juridisk udfordring, efter den politiske aktivist, Ruangkrai Leekitwattana, opfordrede valgkommissionen til at undersøge, om Pitas beholdning af 42.000 aktier i mediefirmaet iTV Pcl er i strid med loven. Aktivisten påpegede, at forfatningen forbyder aktionærer i mediefirmaer at stille op til valg. Pita svarede med, at han kun besad aktierne som bobestyrer af sin afdøde fars bo.
Den 6. juni skrev Pita på sin Facebook-opdatering, at han havde overført de omstridte aktier til andre arvinger i hans fars bo, for at forhindre mulige problemer. Den 9. juni offentliggjorde Valgkommissionen, at den afviste klager over, at Pita ejede medieaktier med angivelse af, at anmeldelsen var indgivet for sent, efter udløbet af de lovmæssige frister for klager. Derved var spørgsmålet ikke længere besiddelsen af aktierne, men snarere om Pita bevidst havde beholdt dem. Ifølge lov om valg af parlamentsmedlemmer, udelukkes en ejer eller aktionær i enhver avis- eller massemedievirksomhed fra, at blive opstillet som kandidat til en plads i Repræsentanternes Hus. Bliver han fundet skyldig, risikerer han fængselsstraf på op til 10 år, en bøde på op til 200.000 baht og kan blive udelukket fra politik i 20 år. Valgkommission besluttede den 12. juli, dagen før valg af ny premierminister, at sende Pitas iTV-aktionærsag videre til Forfatningsdomstolen til behandling.
Ved afstemningen i Parlamentet den 13. juli fik Pita 324 stemmer ud af de nødvendige 375 for flertal blandt parlamentets 750 medlemmer, heriblandt 13 stemmer fra senatorer. Ved næste afstemning den 19. juli blev Pita også nomineret som eneste premierministerkandidat. Spørgsmålet om, hvorvidt Pita kunne gennomineres, blev sat til debat. Move Forward-medlemmer insisterede på, at det ikke overtrådte forordning nr. 41, mens andre parlamentarikere insisterede på, at det gjorde det. Et flertal i parlamentet på 395 ud af 715 besluttede, at gennominering af Pita som premierministerkandidat var i strid med parlamentets forordning, som forbyder genfremsættelse af et forslag, der allerede er blevet nedstemt.
Afstemningen var i overensstemmelse med forordning nr. 151, som tillader en afstemning, hvis der er uenighed om fortolkningen af parlamentariske regler.

### Stopper i parlamentet og træder tilbage som partiformand
Også den 19. juli vedtog Forfatningsdomstolen enstemmigt, at acceptere Pita Limjaroenrats iTV-aktieejersag til behandling og beordrede ham i en 7-2 flertalsbeslutning, til straks at stoppe med at udføre sine opgaver som parlamentsmedlem indtil sagen var retsligt afgjort. Denne afgørelse forhindrede dog ikke Pita i, at blive valgt som premierminister. Valgkommissionens undersøgelsesudvalg afgjorde den 4. august, at meningsmålingsbureauets underudvalg skal tage stilling til, om at efterforske Pitas "lillebitte" aktiebesiddelse på 0,0035 procent i en ikke-operativ Tv-kanal skal afvises.
Den 15. september meddelte Pita, at han trådte tilbage som formand for Move Forward Party og dermed gjorde plads til en fra gruppen valgt til Repræsentanternes Hus, som både formand og leder af oppositionen.

### Valgt tilTIME100 Next
I oktober blev Pita valgt som en af årets nye ledere, der former fremtiden, på den prestigefyldte TIME100 Next-liste af magasinet Time. Pita nævnte, at Time sandsynligvis valgte ham til TIME100 Next på grund af det fænomen, der opstod ved parlamentsvalget den 14. maj, hvor thailændere i stort antal stemte på ham og Move Forward, hvilket tydeligt demonstrerede et behov for ændringer.

### Frikendt og genindtræder i parlamentet
Den 24. januar 2024 blev Pita frikendt af Forfatningsdomstolen for ulovlig aktiebesiddelse i iTV og kunne dermed genindtræde i parlamentet. »Jeg forbliver premierministerkandidat i overensstemmelse med forfatningen. Så hvis der sker noget, er jeg altid klar, villig og i stand til at føre dette land fremad, sagde Pita til pressen efter domstolens afgørelse blev offentliggjort.
Den 5. februar blev Pita dømt til fire måneders betinget fængsel, sammen med seks ledende skikkelser fra Move Forward-partiets forgænger, det opløste Future Forward Party (FFP), af en byret i Bangkok. To andre aktivister blev også dømt. Anklagerne vedrørte en protest den 14. december 2019, der opfordrede til reform og tidligere premierminister Prayuth Chan-o-chas til at træde tilbage. Den thailandske lovgivning tillader ikke personer, der er dømt for alvorlige forbrydelser, at være medlem af Parlamentet.

### Move Forward-partiet opløses
Den 7. august 2024 opløste Forfatningsdomstolen Move Forward-partiet og konkluderede, at partiet var skyldigt i at bringe det konstitutionelle monarki og den nationale sikkerhed i fare. Retten tilbagekaldte også valgrettighederne for partiets 11 eksekutivkomité-medlemmer, som fungerede fra 25. marts 2021 til 31. januar 2024, og forbød dem at stifte eller deltage i nye politiske partier i de næste 10 år.
Den 20. august meddelte Pita, at han forlader Thailand for at blive Besøgende demokratistipendiat (engelsk:Visiting Democracy Fellow) ved Harvard-universitet i USA. Pita udtalte en skarp advarsel: »Uden retsreform vil landet fortsætte med at gå rundt i cirkler.« Og: »Et 10-årigt forbud vil ikke bryde mit beslutsomhed.«

## Personligt liv
Pita giftede sig med skuespillerinden Chutima Teepanart den 12. december 2012. Parret blev skilt i marts 2019. Chutima hævdede offentligt, at Pita havde været kontrollerende og voldelig under deres ægteskab. Kvinders rettigheder og pro-demokratiske aktivister opfordrede Pita til at reagere på beskyldningerne. Chutima anlagde en retssag mod Pita med påstand om kropslig mishandling, men den blev afvist af Familieratten som værende falsk. Bagefter sagde hun: »Vold har måske ikke været et problem, men han skadede mig psykisk.« Hun har siden nedtonet beskyldningerne og udtrykt støtte til hans politiske ambitioner. Sammen har de har en datter, Pipim, som bliver opdraget af Pita, efter at han fik den fulde forældremyndighed.

## eksterne links
- Facebookkonto: timpitaofficial
- Pita Limjaroenrat på Instagram
- Pita Limjaroenrat on National Assembly of Thailand HRIS website